# Броненосец
 Тази статия е за вида бойни кораби.  За разреда животни вижте Броненосци.  
Броненосците са вид бойни кораби с парно задвижване.
Те се появяват в средата на XIX век като модификация на по-ранните линейни кораби, които започват да се покриват с метална броня. През следващите десетилетия броненосците са основните и най-тежки бойни кораби, като конструкцията им претърпява постоянно усъвършенстване. В края на XIX век са разработени ескадрените броненосци, предназначени за групови бойни действия. През първите десетилетия на XX век броненосците са изместени в големите военноморски флоти от дреднаутите и производните им линейни кораби.